# トンズ (バンド)
トンズ (TUNS) はカナダのインディー・ロック・バンドである。2015年にクリス・マーフィー（スローン Sloan）、マット・マーフィー（The Super Friends、 The Flashing Lights）、マイク・オニール（The Inbreds）の3人により結成された。

## 概要
カナダ東海岸のインディー・ロックシーンにおける『スーパー・グループ』と評される。メンバーの3人それぞれが作曲をし、リード・ヴォーカルをとる。バンド名の『TUNS』とは、彼ら3人のゆかりの地であるカナダノヴァ・スコシア州ハリファックスにあったノヴァ・スコシア工科大学 (Technical University of Nova Scotia) のことである（1997年にダルハウジー大学に吸収された）。
シングル『Mind Over Matter』は、カナダCBCラジオ3のトップ30で第1位を獲得したほか、同ラジオ局の2016年のトップ103曲の第48位にランクインした。
2016年8月26日にリリースされたデビュー・アルバム『TUNS』は、2017年のポラリス・ミュージック・プライズ (Polaris Music Prize) のロングリストにノミネートされた。

## メンバー
- クリス・マーフィー (Chris Murphy) - ヴォーカル、ドラム
カナダのバンド、スローン (Sloan) のベーシスト・ドラマー・ヴォーカリスト
- マット・マーフィー (Matt Murphy) - ヴォーカル、ギター
カナダのバンド、ザ・スーパー・フレンズ (The Super Friends)、ザ・フラッシング・ライツ (The Flashing Lights) のギタリスト・ヴォーカリスト
- マイク・オニール (Mike O'neill) - ヴォーカル、ベース
カナダの2ピースバンド、ザ・インブレッズ (The Inbreds) のベーシスト・ヴォーカリスト

## ディスコグラフィー

### スタジオ・アルバム
- TUNS (2016年）
- Duly Noted (2021年）